# كلهور (بزكش)
كلهور (بالفارسية: کلهور) هي منطقة سكنية تقع في إيران في قسم بزكش الریفي. يقدر عدد سكانها بـ 289 نسمة .